# سوفیتیا
سوفیتیا الکساندرا (به ژاپنی: ソフィーティア・アレクサンドル Sofītia Arekusandoru) یکی از شخصیت‌های ساختگی در مجموعه بازی‌های ویدئویی سول‌کالیبر که توسط شرکت نامکو ساخته شده‌است. او برای اولین بار در نخستین قسمت این مجموعه در سال ۱۹۹۵، یعنی سول اج به عنوان یکی از ده شخصیت آغازین و قابل کنترل ظاهر شد. سوفیتیا یکی از اصلی‌ترین شخصیت‌های این مجموعه و نماد این فرنچایز به‌شمار می‌رود، که در تمام نسخه‌های بازی به استثنای سول‌کالیبر ۵ به عنوان یکی از شخصیت‌های اصلی حضور داشته‌است.
او سلحشور سابق یونانی است که برای ایزد آهنگری هفائستوس به مبارزه می‌پردازد و هدفش در زندگی جستجو و نابودی شمشیری نفرین شده به نام «سول اج» است. این امر طولی نکشید که بر سایر اعضای خانواده‌اش شامل: خواهرش کاساندرا، و بعدها فرزندانش پیرها و پاتروکلوس تأثیر گذاشت. سلاح سوفیتیا در بازی ترکیبی از یک شمشیر و سپر است.